# Liet Internacional
El Liet Internacional, Liet-Lávlut or Liet Ynternasjonaal (Del frisio Liet, Canción), es un festival musical anual para músicos o artistas de cualquier idioma europeo minoritario. Se celebró por primera vez en Frisia en el 2002. El festival busca aumentar el interés por las lenguas minoritarias, especialmente entre la población joven. 
El festival Liet comenzó en 1991 en Frisia, a partir de 2002, y bajo el nombre de Liet Ynternasjonaal (Liet Internacional) se celebra cada año con representantes de diferentes partes de Europa en colaboración con la Oficina Europea de Lenguas Minoritarias. En el festival está prohibido cantar en inglés.

## Ediciones
| Edición | Sede                                | Ganador                       | Canción                             |
| ------- | ----------------------------------- | ----------------------------- | ----------------------------------- |
| 2002    | Leeuwarden, Frisia                  | Pomada                        | En Pere Gallerí (en catalán)        |
| 2003    | Leeuwarden, Frisia                  | Transjoik                     | Mijajaa (en sami)                   |
| 2004    | Leeuwarden, Frisia                  | Niko Valkeapää                | Rabas Mielain (en sami)             |
| 2006    | Östersund, Laponia                  | Johan Kitti & Ellen Sara Bähr | Ludiin Muitalan (en sami)           |
| 2008    | Luleå, Laponia                      | Jacques Culioli               | Hosanna in Excelsis (en corso)      |
| 2009    | Leeuwarden, Frisia                  | SomBy                         | i Idit vel (en Sami septentrional)  |
| 2010    | Lorient, Francia                    | Orka                          | Rúmdardrongurin (en Feroés)         |
| 2011    | Udine, Friuli-Venecia Julia         | Janna Eijer                   | 1 Klap (en frisón)                  |
| 2012    | Gijón, Asturias                     | Lleuwen Steffan               | Ar Gouloù Bev (en bretón)           |
| 2014    | Oldemburgo, Alemania                | Martina Iori                  | Via con mia mùsega (en ladino)      |
| 2017    | Guovdageaidnu/Kautokeino, Finlandia | Ella Marie Hætta Isaksen      | Luoddaearru (en Sami septentrional) |
| 2018    | Leeuwarden, Países Bajos            | The Rowan Tree                | Tresor (en córnico)                 |
| 2022    | Tønder, Dinamarca                   | Doria                         | Roma (en corso)                     |
| 2024    | Bastia, Córcega                     |                               |                                     |